# Morro Solar
El Morro Solar es un conjunto de cerros ubicado en el distrito de Chorrillos, en la ciudad de Lima, capital del Perú. Dentro de su extensión se encuentran el Monumento al soldado desconocido, el planetario Morro Solar, la Cruz del Papa, el Cristo del Pacífico y el cerro Marcavilca que es el punto más alto.

## Historia
Fue nombrado Del Solar, ya que el lugar fue entregado al encomendero Antonio del Solar en el virreinato.
Fue escenario de la batalla de Chorrillos, en la denominada guerra del Pacífico entre Perú, Bolivia y Chile. Prueba de ello son los hallazgos de uniformes y armamentos de los soldados, de ambos bandos, que lucharon en aquella batalla.
Algunos sitios adyacentes al Morro Solar han sido tema de polémica entre historiadores que defienden el lugar como memoria a la honra de los Defensores de Lima y empresas urbanizadoras que han visto oportunidad de negocio en los extensos terrenos sin uso. Además se hicieron iniciativas ciudadanas para defender la zona. En 2015, el morro fue invadido por al menos 150 familias.
En el 2019 se desarrolló las pruebas de ciclismo de montaña en los Juegos Panamericanos Lima 2019 en el Circuito Morro Solar ubicado en el Morro Solar por el Club Regatas.

## Estructuras y atracciones

### Planetario Morro Solar

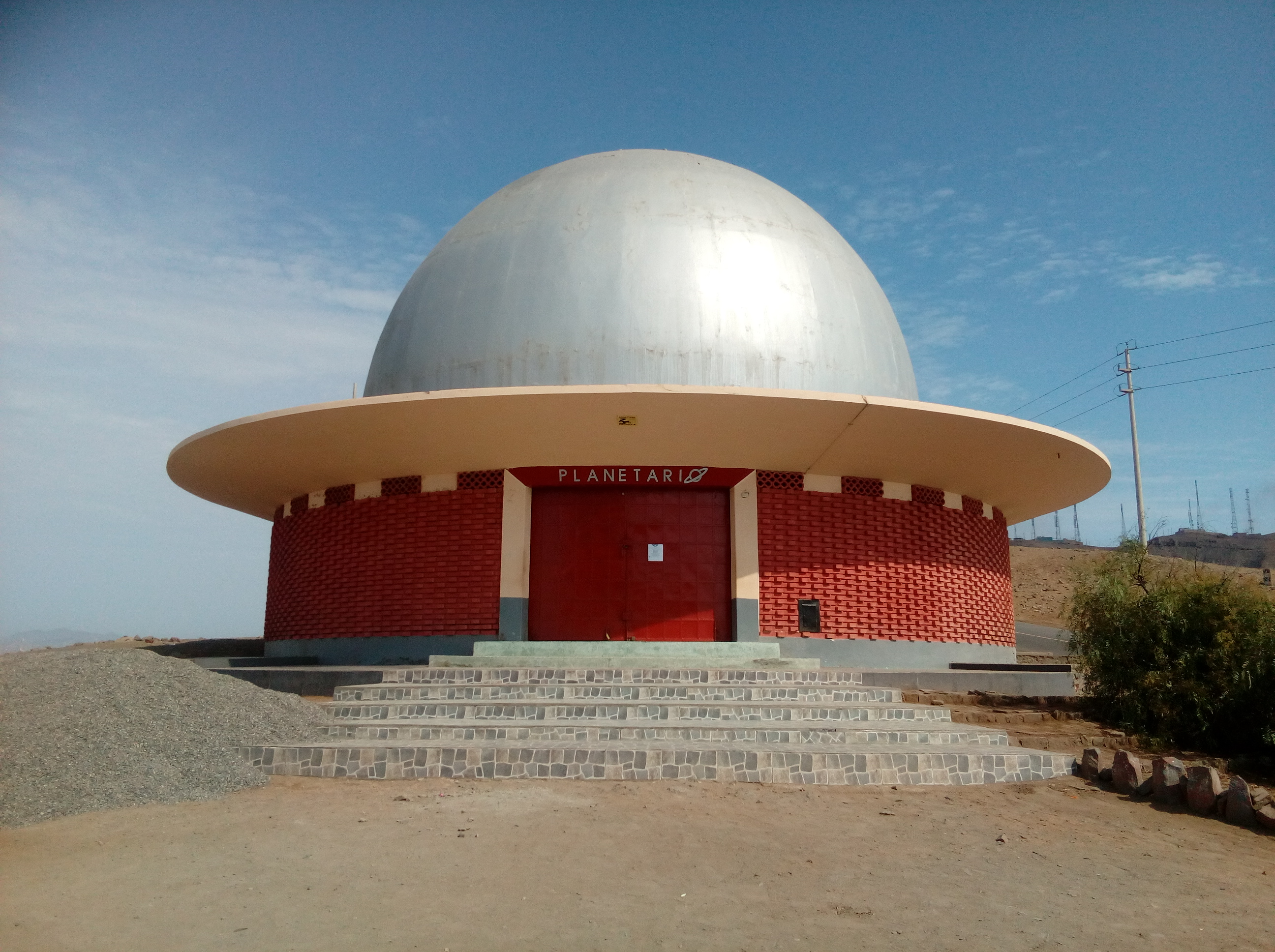
Vista del planetario.

En el Morro Solar hay un planetario que es el primer centro de observación astronómica del Perú, y fue construido y dirigido por el ingeniero Víctor Estremadoyro. Desde 2010, cuenta con un sistema de proyección digital, convirtiéndose en uno de los más modernos del país. Este recinto, además de ser un museo de sitio, presenta temas relacionados con astronomía como telescopios de diferente tipo, artefactos de cohetería civil, junto a una variedad de elementos hallados en el Morro: restos históricos de la Batalla de San Juan y Chorrillos, cuyo punto culminante fue el enfrentamiento en la cima y laderas del Morro, previo al incendio del balneario de Chorrillos (1881) por los soldados chilenos; así mismo, muestras arqueológicas y vestigios de la cultura preinca ichma, algunos fósiles de fauna marina del cretácico inferior y muestras geológicas que presentan la actividad de las capas rocosas del Morro.

### Monumento al Soldado Desconocido
El Morro Solar es un lugar en donde están erigidos monumentos dedicados a los combatientes de la Guerra del Pacífico. Sobresale entre ellos el "Monumento al Soldado Desconocido", como agradecimiento a los peruanos que ofrendaron sus vidas a quienes no se menciona directamente en los canales de la historia.

### Cruz del Papa

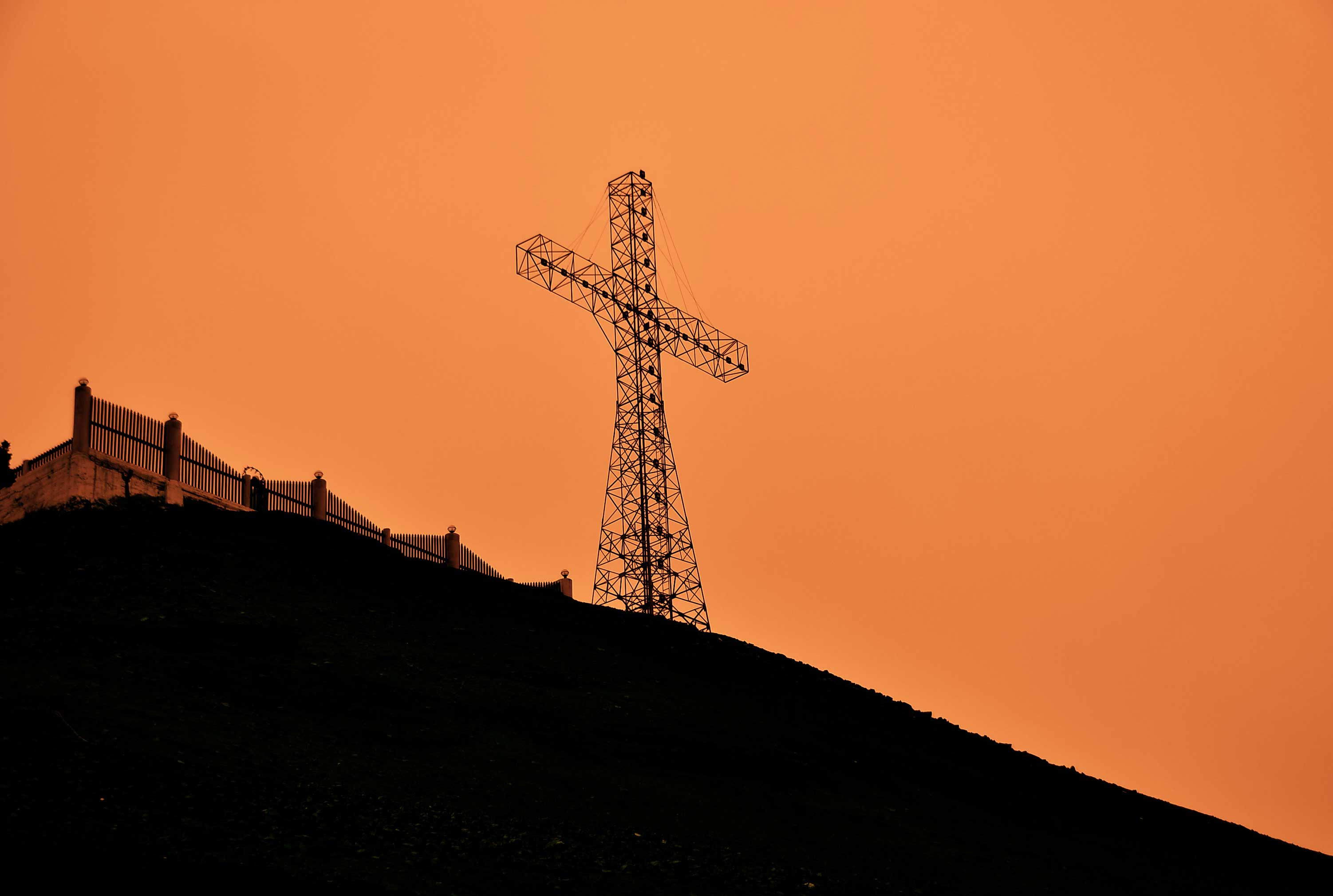
Cruz del Papa.

Cerca del planetario se eleva una cruz iluminada, construida en 1988 con lo que habían sido torres de alta tensión derribadas por terroristas, y como una bienvenida al Papa Juan Pablo II en su segunda visita al Perú. Esta cruz se enciende de noche y puede ser vista desde largas distancias, tanto en la capital, como desde el sur limeño. Próximo a la cruz, se levanta un santuario dedicado a la Virgen María, el cual es visitado por fieles católicos quienes llegan hasta allí por un camino de zig zag.
El 7 de septiembre de 2007, la municipalidad de Chorrillos derribó la cruz por razones de seguridad. Aunque fue posteriormente restablecida.

### Cristo del Pacífico

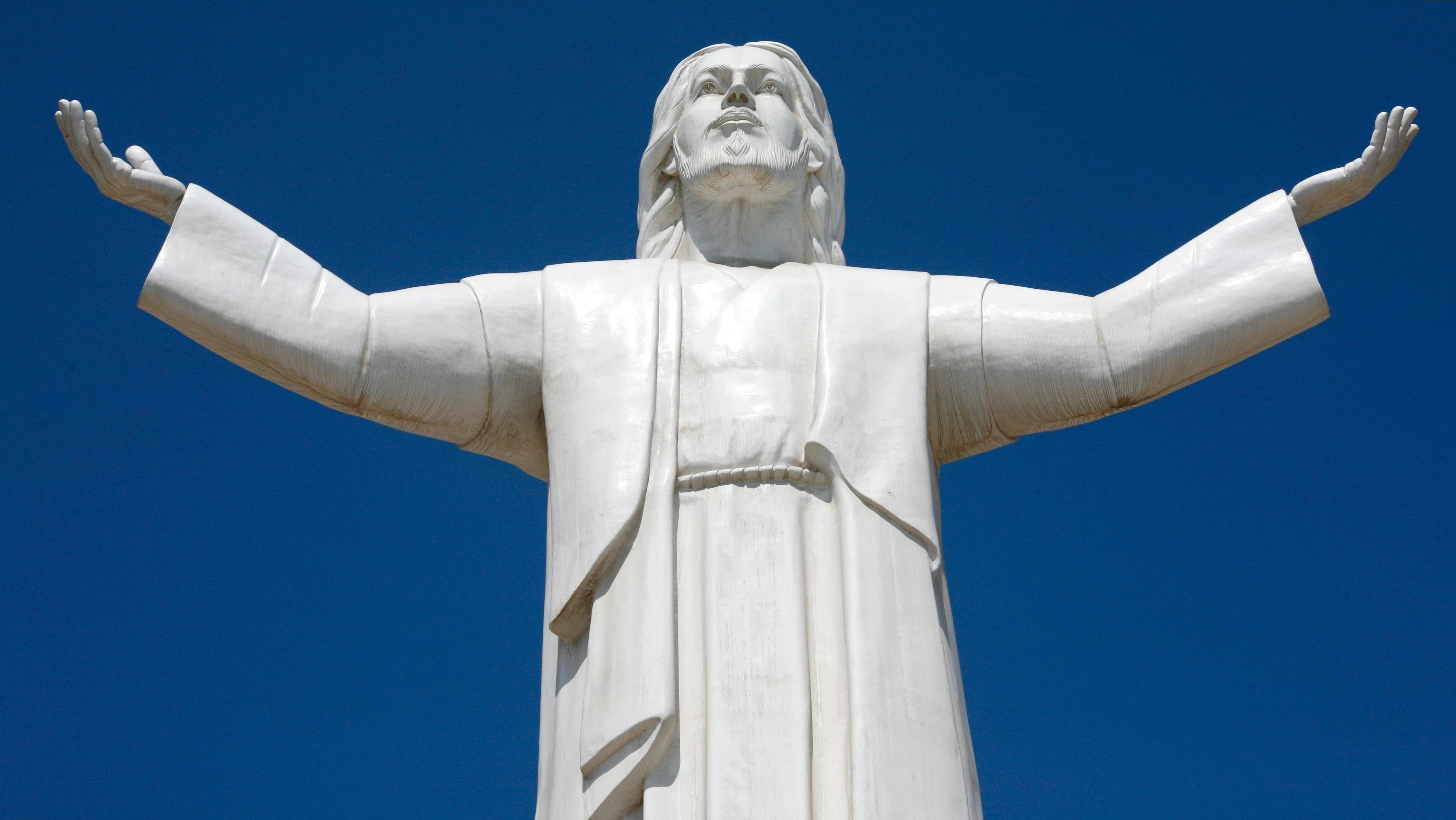
Cristo del Pacífico.

En un cerro colindante se ubica el Cristo del Pacífico, un monumento inspirado en el Cristo Redentor de Brasil con una altura de 37 metros y que cuenta con una iluminación nocturna de 26 colores diferentes. Esta escultura puede ser vista desde varios distritos de la provincia de Lima y desde el mismo litoral peruano. El monumento habría tenido un origen no muy santo que digamos, popularmente llamado "Cristo de lo robado", Jorge Henrique Simões Barata, ex hombre fuerte de Odebrecht en Perú, dijo que la imagen fue resultado de una donación que la constructora brasileña hizo para asegurarse un “reconocimiento del presidente Alan García” que a su vez pudiese materializarse en “buena voluntad” para que sus obras “fluyeran de forma adecuada”.

## Geología

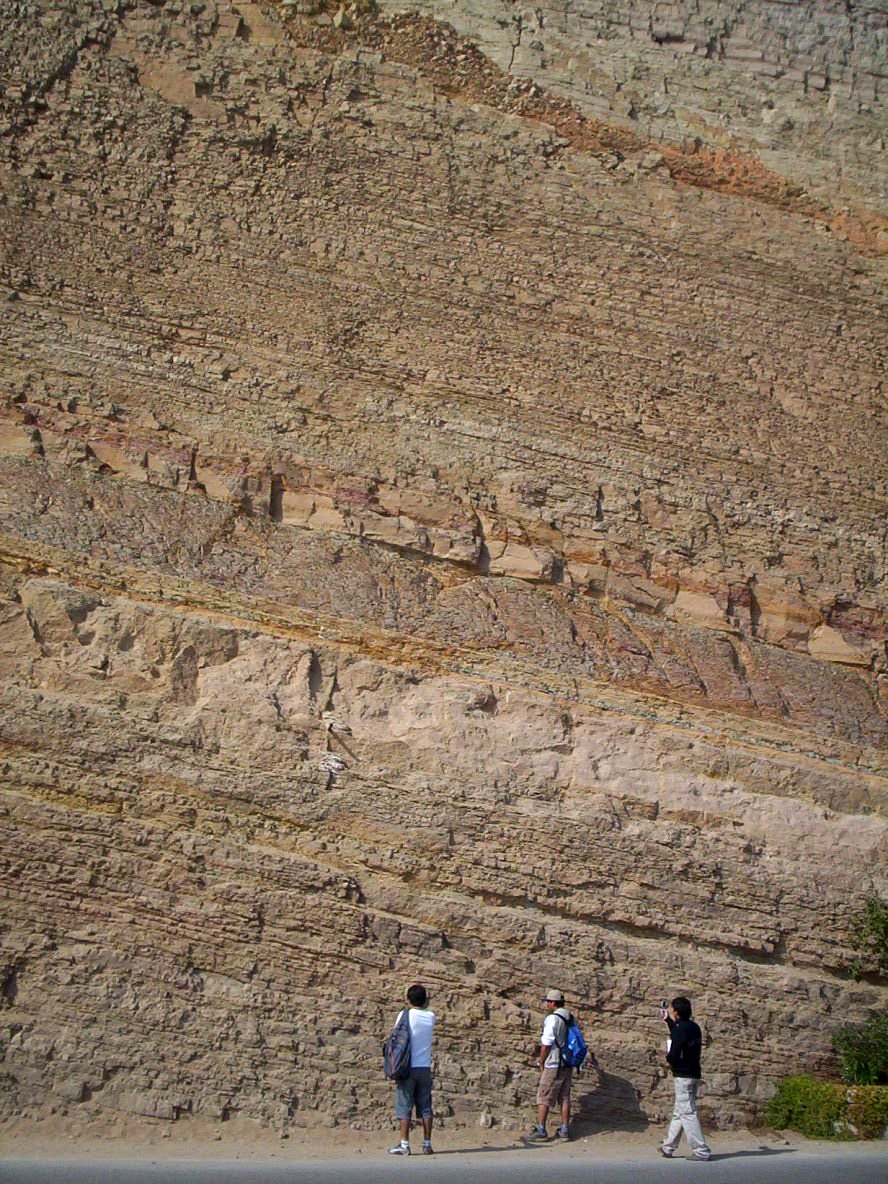
Estratos en el Morro Solar.

En el Morro Solar se presentan principalmente tres tipos de roca: las rocas ígneas, las rocas metamórficas y las rocas sedimentarias.